# Галактозамин
Галактозамин — гексозамин, полученный из галактозы с молекулярной формулой C6H13NO5. Этот аминосахар входит в состав некоторых гликопротеиновых гормонов, таких как фолликулостимулирующий гормон (ФСГ) и лютеинизирующий гормон (ЛГ). Другие сахарные составляющие ФСГ и ЛГ включают глюкозамин, галактозу и глюкозу.
Галактозамин является гепатотоксическим (повреждающим печень) агентом, который иногда используется при изучении печёночной недостаточности на животных.